# Оконтурювання родовищ корисних копалин
Оконтурювання родовищ корисних копалин (рос. оконтуривание месторождений полезных ископаемых, англ. delineation of mineral deposits,  delimitation of mineral deposits,  contouring of mineral deposits; нім. Abgrenzung f Umgrenzung f, Begrenzung f, Konturierung f der Lagerstätte) –
- 1) Встановлення межі родовища корисної копалини за допомогою розвідувальних виробок, геофізичних способів і т.ін.

- 2) Графічна побудова контурів родовища корисної копалини за розвідувальними даними. Проводиться на основі показників кондицій: бортового вмісту корисного компонента, мінім. потужності тіла корисної копалини або метропроцента, макс. потужності безрудних прошарків.

- 3) Оконтурювання покладу нафти і газу — встановлення контурів (меж) нафтоносності і газоносності покладів нафти і газу.